# Ecureuil
Ecureuil (Frans voor eekhoorn) is een historisch merk dat motorfietsen speciaal voor de rally Parijs-Dakar ontwikkelde.
Ecureuil was een Frans Parijs-Dakar project (1987 en later), mogelijk gemaakt door sponsor Caisse d’Epargne Ecureuil. De Ecureuils waren BMW-motorfietsen voorzien van een carbonfiber monocoque frameconstructie, bedacht door Joël Guillet. Dit frame bevatte de 63liter-tank.